# Liste des députés de la préfecture d'Ōita
Cette page liste les membres de la Chambre des représentants du Japon élus dans les circonscriptions de la préfecture d'Ōita.

## 41elégislature(1996-2000)
| Circonscription |  | Député                   | Parti politique |
| --------------- |  | ------------------------ | --------------- |
| 1re             |  | Tomiichi Murayama        | PSD             |
| 2e              |  | Seishirō Etō (ja)        | PLD             |
| 3e              |  | Eijirō Hata (ja)         | NFP             |
| 4e              |  | Katsuhiko Yokomitsu (ja) | PSD             |

## 42elégislature(2000-2003)
| Circonscription |  | Député                   | Parti politique |
| --------------- |  | ------------------------ | --------------- |
| 1re             |  | Ban Kugimiya (ja)        | PDJ             |
| 2e              |  | Seishirō Etō (ja)        | PLD             |
| 3e              |  | Takeshi Iwaya            | PLD             |
| 4e              |  | Katsuhiko Yokomitsu (ja) | PSD             |

## 43elégislature(2003-2005)
| Circonscription |  | Député            | Parti politique |
| --------------- |  | ----------------- | --------------- |
| 1re             |  | Shūji Kira (ja)   | SE              |
| 2e              |  | Seishirō Etō (ja) | PLD             |
| 3e              |  | Takeshi Iwaya     | PLD             |

## 44elégislature(2005-2009)
| Circonscription |  | Député            | Parti politique |
| --------------- |  | ----------------- | --------------- |
| 1re             |  | Shūji Kira (ja)   | PDJ             |
| 2e              |  | Seishirō Etō (ja) | PLD             |
| 3e              |  | Takeshi Iwaya     | PLD             |

## 45elégislature(2009-2012)
| Circonscription |  | Député                   | Parti politique |
| --------------- |  | ------------------------ | --------------- |
| 1re             |  | Shūji Kira (ja)          | PDJ             |
| 2e              |  | Yasumasa Shigeno (ja)    | PSD             |
| 3e              |  | Katsuhiko Yokomitsu (ja) | PDJ             |

## 46elégislature(2012-2014)
| Circonscription |  | Député            | Parti politique |
| --------------- |  | ----------------- | --------------- |
| 1re             |  | Yōichi Anami (ja) | PLD             |
| 2e              |  | Seishirō Etō (ja) | PLD             |
| 3e              |  | Takeshi Iwaya     | PLD             |

## 47elégislature(2014-2017)
| Circonscription |  | Député            | Parti politique |
| --------------- |  | ----------------- | --------------- |
| 1re             |  | Shūji Kira (ja)   | PDJ             |
| 2e              |  | Seishirō Etō (ja) | PLD             |
| 3e              |  | Takeshi Iwaya     | PLD             |

## 48elégislature(2017-2021)
| Circonscription |  | Député            | Parti politique |
| --------------- |  | ----------------- | --------------- |
| 1re             |  | Yōichi Anami (ja) | PLD             |
| 2e              |  | Seishirō Etō (ja) | PLD             |
| 3e              |  | Takeshi Iwaya     | PLD             |

## 49elégislature(2021-)
| Circonscription |  | Député            | Parti politique |
| --------------- |  | ----------------- | --------------- |
| 1re             |  | Shūji Kira (ja)   | SE              |
| 2e              |  | Seishirō Etō (ja) | PLD             |
| 3e              |  | Takeshi Iwaya     | PLD             |